# Medalla Pro Finlandia
La Medalla Pro Finlandia (en finés Suomen puolesta y en inglés Order of the Lion of Finland – Pro Finlandia Medal) es la distinción de la Orden del León de Finlandia otorgada a artistas finlandeses desde el año 1945. El presidente de la República de Finlandia como gran maestro de la Orden de Caballería es quien entrega la medalla. La primera medalla Pro Finlandia se entregó el 21 de febrero de 1945 a la actriz y directora Mia Backman. 

## Ganadores
| Año  | Ganador                                     | Profesión                         |
| ---- | ------------------------------------------- | --------------------------------- |
| 1945 | Mia Backman                                 | directora teatral                 |
| 1946 | Staava Haavelinna                           | actor                             |
| 1946 | Helmi Lindelöf                              | actriz                            |
| 1946 | Hilda Pihlajamäki                           | actriz                            |
| 1946 | Kerttu Vanne                                | violinista                        |
| 1947 | Hanna Granfelt                              | cantante                          |
| 1947 | Ernst Franz Hase                            | director de orquesta              |
| 1947 | Ester Emmy Maria Helenius                   | pintor                            |
| 1947 | Wilho Ilmari                                | subdirector                       |
| 1947 | Carl Gustaf Yngve Ingman                    | director de orquesta              |
| 1947 | Eine Laine                                  | actriz                            |
| 1947 | Bertha Karolina Lindberg                    | director teatral                  |
| 1947 | Erik Lindström                              | actor                             |
| 1947 | Bertta Wilhelmiina (Pirkko) Raitio          | actriz                            |
| 1947 | Kaarlo Saarnio                              | actor                             |
| 1948 | Katri Rautio                                | actriz                            |
| 1948 | Lilli Tulenheimo                            | actor                             |
| 1948 | Tyyne Haarla                                | actriz                            |
| 1948 | Urho Somersalmi                             | actor                             |
| 1948 | Aku Korhonen                                | actor                             |
| 1948 | Pekka Alpo                                  | subdirector                       |
| 1948 | Aune Irja Aholainen                         | cantante de ópera                 |
| 1948 | Aino Sylvia Elenius                         | cantante de ópera                 |
| 1948 | Lahja Linko                                 | cantante de ópera                 |
| 1948 | Erna Gräsbeck-Järnefelt                     | cantante de ópera                 |
| 1948 | Irja Koskinen                               | bailarín de ballet                |
| 1948 | Bruno August Jorma                          | cantante de ópera                 |
| 1948 | Emil Aleksanteri Mantila                    | cantante de ópera                 |
| 1948 | Alexander Saxelin                           | profesor de ballet                |
| 1948 | Kaarlo Iivari Aarni                         | director teatral                  |
| 1948 | Pentti Haanpää                              | escritor                          |
| 1948 | Anja Ignatius                               | violinista                        |
| 1948 | Yrjö Jylhä                                  | escritor                          |
| 1948 | Helvi Johanna Kaario                        | actor                             |
| 1948 | Viljo Kojo                                  | escritor ja pintor                |
| 1948 | Emil Luukkonen                              | director teatral                  |
| 1948 | Aarre Merikanto                             | compositor                        |
| 1948 | Annie Mörk                                  | actor                             |
| 1948 | Martti Lauri Paavola                        | pianista                          |
| 1948 | Toivo Pekkanen                              | escritor                          |
| 1948 | Unto Seppänen                               | escritor                          |
| 1948 | Iris Uurto                                  | escritor                          |
| 1949 | Uuno Eskola                                 | pintor                            |
| 1949 | August Laitila                              | pintor                            |
| 1949 | Lauri Leppänen                              | escultor                          |
| 1950 | Kersti Bergroth                             | escritor                          |
| 1950 | Albin Öfverlund                             | director musices                  |
| 1950 | Karl Georg Fager                            | escenógrafo                       |
| 1950 | Reino Aksel Harsti                          | artista gráfico                   |
| 1950 | Matti Haupt                                 | escultor                          |
| 1950 | Hilja Päiviö Horsma-Salo                    | actor                             |
| 1950 | Paavo Klaus Emil Jännes                     | actor                             |
| 1950 | Jussi Kari                                  | escenógrafo                       |
| 1950 | Heino Kaski                                 | compositor                        |
| 1950 | Taneli Kuusisto                             | compositor                        |
| 1950 | Tiitus Mäntynen                             | director de orquesta              |
| 1951 | Lyyli Emilia Erjakka                        | actor                             |
| 1951 | Elna Hellman                                | actor                             |
| 1951 | Hemmo (Juho Hemming) Airamo                 | director teatral                  |
| 1951 | Karl Selim Ragnar Ekelund                   | pintor                            |
| 1951 | Johan Gunnar Finne                          | escultor                          |
| 1951 | Maggie Gripenberg                           | actor                             |
| 1951 | Mikko Hovi                                  | escultor                          |
| 1951 | Uuno Laakso                                 | actor                             |
| 1951 | Glory Leppänen                              | director teatral                  |
| 1951 | Jalmari Rinne                               | actor                             |
| 1951 | Ruth Snellman                               | actriz                            |
| 1951 | Ellen Thesleff                              | pintor                            |
| 1952 | Ella Eronen                                 | actor                             |
| 1952 | Emil Rikhard Filén                          | escultor                          |
| 1952 | Tatjana von Rippas                          | profesor de violín                |
| 1952 | Aili Dagmar Hildén                          | actor                             |
| 1952 | Lauri Ikonen                                | compositor                        |
| 1952 | Yrjö Ikonen                                 | cantante de ópera                 |
| 1952 | Aku Peltonen                                | actor                             |
| 1952 | Tauno Pylkkänen                             | compositor                        |
| 1952 | Ensio Rislakki                              | escritor                          |
| 1952 | Axel Slangus                                | actor                             |
| 1952 | Aili Somersalmi                             | actor                             |
| 1952 | Oscar Tengström                             | director teatral                  |
| 1952 | Mika Waltari                                | escritor                          |
| 1952 | Hella Wuolijoki                             | escritor                          |
| 1953 | Johannes Haapasalo                          | escultor                          |
| 1953 | Jorma Huttunen                              | cantante de ópera                 |
| 1953 | Lennu (Toivo Lennart) Juvela                | pintor                            |
| 1953 | Elina Kolehmainen                           | actor                             |
| 1953 | Arvo Lehesmaa                               | actor                             |
| 1953 | Eino Maunu Aleksanteri Linnala              | compositor                        |
| 1953 | Gösta Diehl                                 | pintor                            |
| 1953 | Nils-Eric Fougstedt                         | ylidirector de orquesta           |
| 1953 | Sigrid Schauman                             | pintor                            |
| 1953 | Olli Miettinen                              | pintor                            |
| 1953 | Timo Mikkilä                                | pianista                          |
| 1953 | Elli Pihlaja                                | cantante de ópera                 |
| 1953 | Gerda Qvist                                 | escultor                          |
| 1953 | Joel Rinne                                  | actor                             |
| 1953 | Seere Salminen                              | escritor                          |
| 1953 | Martti Seilo                                | cantante de ópera                 |
| 1953 | Aukusti Tuhka                               | artista gráfico                   |
| 1953 | Lasse Wager                                 | cantante de ópera                 |
| 1953 | Matti Eliel Warén                           | escenógrafo                       |
| 1954 | Erkki (Erkki Adolf) Koponen                 | pintor                            |
| 1954 | Werner (Johannes) Åström                    | pintor                            |
| 1954 | Anni Maria Aitto                            | actor                             |
| 1954 | Hannes Autere                               | escultor                          |
| 1954 | Rurik Ekroos                                | actor                             |
| 1954 | Fanni Maria Halonen                         | actor                             |
| 1954 | Eja von Hertzen-Tengström                   | actor                             |
| 1954 | Edvin Viktor Ingberg                        | actor                             |
| 1954 | Jussi Jalas                                 | director de orquesta              |
| 1954 | John Johansson                              | actor                             |
| 1954 | Emmi Jurkka                                 | actor                             |
| 1954 | Eino Kaipainen                              | actor                             |
| 1954 | Väinö Kamppuri                              | pintor                            |
| 1954 | Toini Karto                                 | profesor de danza                 |
| 1954 | Eero Kosonen                                | director de orquesta              |
| 1954 | Edwin (Leonhard) Lydén                      | pintor                            |
| 1954 | Kerstin Signe Nylander-Lindström            | actor                             |
| 1954 | May Eleonora Pihlgren-Ehrström              | actor                             |
| 1954 | Saara Ranin                                 | actriz                            |
| 1954 | Elsa Emilia Rantalainen                     | actor                             |
| 1954 | Tancred Benjamin (Ben) Renvall              | escultor                          |
| 1954 | Annie Sundman                               | actor                             |
| 1954 | Eric Wilhelm Wasström                       | pintor                            |
| 1954 | Reino (Johannes) Viirilä                    | pintor                            |
| 1954 | Gerda Wrede (Gerda Helena Wrede-Paisscheff) | subdirector teatral               |
| 1955 | Walentin Chorell                            | escritor                          |
| 1955 | Sasu Haapanen                               | actor                             |
| 1955 | Hans Göran Andreas Hongell                  | vidriero                          |
| 1955 | Dora Jung                                   | artista textil                    |
| 1955 | Lempi Jääskeläinen                          | escritor                          |
| 1955 | Nils Paul Karlo                             | actor-director                    |
| 1955 | Yrjö Valter Kyander                         | actor                             |
| 1955 | Lauri Lahti                                 | cantante de ópera                 |
| 1955 | Edvin Laine                                 | director                          |
| 1955 | Jalo Lesche                                 | actor                             |
| 1955 | Uuno Montonen                               | actor                             |
| 1955 | Anna Mutanen                                | cantante de ópera                 |
| 1955 | Senni Nieminen                              | actor                             |
| 1955 | Lucia Nifontova                             | bailarina                         |
| 1955 | Toivo Aleksander Niskanen                   | bailarín                          |
| 1955 | Elsa Maria Nyström                          | actor                             |
| 1955 | Kalle Kustaa Rautiainen                     | pintor                            |
| 1955 | Eero Roine                                  | actor                             |
| 1955 | Yrjö Vihtori Saarinen                       | pintor                            |
| 1955 | Allan Adolf Salo                            | pintor                            |
| 1955 | Martta Johanna Suonio                       | director teatral                  |
| 1955 | Erkki Tanttu                                | artista gráfico                   |
| 1955 | Sakari Tohka                                | escultor                          |
| 1955 | Elsa Turakainen                             | actor                             |
| 1955 | Bruno Tuukkanen                             | artista                           |
| 1955 | Nanny Westerlund-Serlachius                 | actor                             |
| 1955 | Tapio Wirkkala                              | artista                           |
| 1956 | Martta Alina Bröyer                         | bailarín                          |
| 1956 | Hugo Ludwig Eho                             | pintor                            |
| 1956 | Erik Gustaf Furuhjelm                       | compositor (no recogido)          |
| 1956 | Liisi Hallas                                | bailarín                          |
| 1956 | Kaarlo Emerik Hilden                        | artista gráfico                   |
| 1956 | Sulo Voipa Hurstinen                        | violinista                        |
| 1956 | Sari Jankelow                               | bailarín                          |
| 1956 | Heikki Oskari Jauhiainen                    | escultor                          |
| 1956 | Irma Anitra Karto-Härmä                     | bailarín                          |
| 1956 | Eero Kaarlo Juhani Koskimies                | violinista                        |
| 1956 | Eero Nelimarkka                             | pintor                            |
| 1956 | Mary Paischeff                              | bailarín                          |
| 1956 | Lea Piltti                                  | cantante                          |
| 1956 | Alf Salin                                   | bailarín                          |
| 1956 | Airi Säilä                                  | bailarina                         |
| 1956 | Aimo Tukiainen                              | escultor                          |
| 1956 | Gerda Maria Weneskoski                      | pianista                          |
| 1957 | Margareta von Bahr                          | primer bailarín                   |
| 1957 | Kaj Franck                                  | artista                           |
| 1957 | George Gé                                   | director de ballet                |
| 1957 | Leo Golowin                                 | actor                             |
| 1957 | Lisa Johansson-Pape                         | interiorista                      |
| 1957 | Kaj Kajanus                                 | artista                           |
| 1957 | Lilly Kajanus-Blenner                       | arpista                           |
| 1957 | Yrjö Kokko                                  | escritor                          |
| 1957 | Jouko Ensio Korhonen                        | piloto-actor                      |
| 1957 | Ossi Emil Kostia                            | actor                             |
| 1957 | Maiju Kuusoja                               | cantante de ópera                 |
| 1957 | Kaarlo Armand Kytö                          | director teatral                  |
| 1957 | Artturi Verneri Laakso                      | actor                             |
| 1957 | Toivo Ilmari Lahti                          | actor                             |
| 1957 | Doris Laine                                 | primer bailarín                   |
| 1957 | Kaisu Leppänen                              | actor                             |
| 1957 | Naum Levin                                  | konserttimestari                  |
| 1957 | Sylvelin Långholm                           | cantante de ópera                 |
| 1957 | Liisa Linko-Malmio                          | cantante de ópera                 |
| 1957 | Martti Merenmaa                             | escritor                          |
| 1957 | Toini Muona                                 | ceramista                         |
| 1957 | Jussi Piironen                              | actor                             |
| 1957 | Eino Raita                                  | actor                             |
| 1957 | Gerda Ryselin                               | actor                             |
| 1957 | Klaus Salin                                 | bailarín                          |
| 1957 | Veikko Tyrväinen                            | cantante de ópera                 |
| 1957 | Reino Valkama                               | actor                             |
| 1957 | Margit von Willebrand-Hollmerus             | escritor                          |
| 1957 | Valtteri Virmajoki                          | actor                             |
| 1958 | Siiri Angerkoski                            | actor                             |
| 1958 | Matti Aro                                   | piloto                            |
| 1958 | Toivo Armas Drockila                        | escenógrafo                       |
| 1958 | Helge Runar Engblom                         | artista                           |
| 1958 | Johannes Fredrik Albert Gebhard             | pintor                            |
| 1958 | Väinö Heiskanen                             | director teatral                  |
| 1958 | Matti Hälli                                 | escritor                          |
| 1958 | Aimo Ilmari Kajava                          | pintor                            |
| 1958 | Kirsti Saga Karhi                           | actor                             |
| 1958 | Martta Kontula                              | actriz                            |
| 1958 | Ossi Korhonen                               | actor                             |
| 1958 | Rakel Laakso                                | actor                             |
| 1958 | Aino Inkeri Notkola (Lehesmaa)              | actor                             |
| 1958 | Toivo Johannes Lehto                        | actor                             |
| 1958 | Heimo Lepistö                               | actor                             |
| 1958 | Leo Lähteenmäki                             | actor                             |
| 1958 | Juha Mannerkorpi                            | escritor                          |
| 1958 | Maija Kyllikki Mäntylä                      | escritor                          |
| 1958 | Tauno Palo                                  | actor                             |
| 1958 | Martti Johannes Ranttila                    | pintor                            |
| 1958 | Oiva Sala                                   | actor                             |
| 1958 | Eino Salmelainen                            | director teatral                  |
| 1958 | Timo Sarpaneva                              | artista                           |
| 1958 | Michael Schilkin                            | ceramista                         |
| 1958 | Katri Maria Stigell-Hyvönen                 | profesor de cante, director cante |
| 1958 | Jussi Talvi                                 | escritor                          |
| 1958 | Henny Waljus                                | actriz                            |
| 1958 | Sam Vanni                                   | pintor                            |
| 1958 | Yrjö Hjalmar Verho                          | pintor                            |
| 1958 | Emma Väänänen                               | actor                             |
| 1959 | Erik Bergman                                | compositor                        |
| 1959 | Maria Wilhelmina Eleonora Boije af Gennäs   | artista textil                    |
| 1959 | Eva Kristina Cederström                     | pintor                            |
| 1959 | Ina Colliander                              | artista gráfico                   |
| 1959 | Kaarlo Halttunen                            | actor                             |
| 1959 | Maija Heikinheimo                           | ingeniero de decorados            |
| 1959 | Uuno Ilmari Hirvonen                        | escritor                          |
| 1959 | Alli Häjänen                                | actor                             |
| 1959 | Helvi Hämäläinen                            | escritor                          |
| 1959 | Laila Karttunen                             | artista textil                    |
| 1959 | Martta Kinnunen-Piippo                      | actriz                            |
| 1959 | Kaarlo Einar Kirjavainen                    | actor                             |
| 1959 | Erkki Ferdinand Kulovesi                    | pintor                            |
| 1959 | Albert Olavi Nyberg                         | cantante                          |
| 1959 | Jouko Paavola                               | director teatral                  |
| 1959 | Oiva Paloheimo                              | escritor                          |
| 1959 | Eero Pentti Rautawaara                      | violoncelista                     |
| 1959 | Essi Renvall                                | escultor                          |
| 1959 | Ilmari Tapiovaara                           | ingeniero de decorados            |
| 1959 | Oke Tuuri                                   | actor                             |
| 1959 | Aale Tynni                                  | escritor                          |
| 1959 | Kaarlo Einari Uusikylä                      | pintor                            |
| 1959 | Elina Vaara                                 | escritor                          |
| 1959 | Veikko Vionoja                              | pintor                            |
| 1959 | Urho Ilmari Vuori                           | pintor                            |
| 1960 | Vilho Askola                                | artista gráfico                   |
| 1960 | Yngve Veli Päiviö Bäck                      | pintor                            |
| 1960 | Bjarne Commondt                             | director teatral                  |
| 1960 | Sven Erik Olof Ehrström                     | actor                             |
| 1960 | Eino Ilmari Haapalainen                     | violoncelista                     |
| 1960 | Väinö Johannes Hervo                        | pintor                            |
| 1960 | Eino Valter Hyyrynen                        | declamador                        |
| 1960 | Toivo Aleksis Hämeranta                     | director teatral                  |
| 1960 | Erik Karma                                  | músico                            |
| 1960 | Pentti Koskimies                            | pianista                          |
| 1960 | Urho Kaarlo Lamminheimo                     | pintor                            |
| 1960 | Urho Waldemar Lehtinen                      | pintor                            |
| 1960 | Toivo Mäkelä                                | actor                             |
| 1960 | Toini Inkeri (Antoinetta Toini) Nikander    | cantante de ópera                 |
| 1960 | Eino Olavi Räsänen                          | escultor                          |
| 1960 | Vilho Siivola                               | actor                             |
| 1960 | Erkki Jalo Vasara                           | escenógrafo                       |
| 1961 | Liina Reiman                                | actor (ex estonio)                |
| 1961 | Eva Anttila                                 | artista textil                    |
| 1961 | Ture Ara                                    | cantante de ópera                 |
| 1961 | Edith Helena von Bonsdorff                  | bailarín                          |
| 1961 | Einar Englund                               | compositor                        |
| 1961 | Bertel Gardberg                             | platero                           |
| 1961 | Tyyne Kerttu Hase                           | profesor de canto                 |
| 1961 | Kaarlo Marjanen                             | declamador                        |
| 1961 | Irma Kyllikki Nissinen-Kaasalainen          | konserttimestari                  |
| 1961 | Olavi Pesonen                               | inspector de instrucción musical  |
| 1961 | Kyllikki Salmenhaara                        | ceramista                         |
| 1961 | Ahti Sonninen                               | compositor                        |
| 1961 | Olga Eugenie von Thillot Thierfelder        | piloto                            |
| 1961 | Elli Tompuri                                | actor                             |
| 1961 | Bengt Axel von Törne                        | compositor                        |
| 1962 | Margareta Aaltonen                          | cantante                          |
| 1962 | Aarne Rafael Aho                            | artista gráfico                   |
| 1962 | Aarno Veli Ahtaja                           | pintor                            |
| 1962 | Lempi Dagmar Ida Angervo                    | declamador                        |
| 1962 | Fritz-Hugo Backman                          | director teatral                  |
| 1962 | Vivica Bandler                              | director teatral                  |
| 1962 | Kim Borg                                    | cantante de ópera                 |
| 1962 | Rut Bryk                                    | ceramista                         |
| 1962 | Mikko Vilhelm Sakari Carlstedt              | pintor                            |
| 1962 | Paul Evert Einwerts                         | actor                             |
| 1962 | Elfriede Amalie Adolfine Kjellberg          | ceramista                         |
| 1962 | Carolus Enckell                             | pintor                            |
| 1962 | Margaret Darling-Maria Kilpinen             | pianista                          |
| 1962 | Helvi Leiviskä                              | compositor                        |
| 1962 | Rauni Luoma                                 | actriz                            |
| 1962 | Aila Meriluoto                              | escritor                          |
| 1962 | Olavi Paavolainen                           | escritor                          |
| 1962 | Viljo Martti Savikurki                      | escultor                          |
| 1963 | Hans Oskar Björklind                        | artista gráfico                   |
| 1963 | Erik Enroth                                 | pintor                            |
| 1963 | Åke Fredrik Hellman                         | pintor                            |
| 1963 | Tauno Johannes Hämeranta                    | pintor                            |
| 1963 | Albin Kaasinen                              | escultor                          |
| 1963 | Birger Kaipiainen                           | ceramista                         |
| 1963 | Unto Koistinen                              | pintor                            |
| 1963 | Elo Nyyrikki Kuosmanen                      | bailarín                          |
| 1963 | Helmi Martta Kuusi                          | artista gráfico                   |
| 1963 | Mikko Laasio                                | pintor                            |
| 1963 | Leo Pietari Lehto                           | escenógrafo                       |
| 1963 | Lauri Leino                                 | actor                             |
| 1963 | Arvi Matti Mäenpää                          | pintor                            |
| 1963 | Tuulikki Pietilä                            | artista gráfico                   |
| 1963 | Unto Pusa                                   | pintor                            |
| 1963 | Kauko Kalervo Räsänen                       | escultor                          |
| 1963 | Holger Salin                                | actor                             |
| 1963 | Iris Salin                                  | bailarín                          |
| 1963 | Heidi Gabriella Wilhelmina Sundblad-Halme   | director de orquesta              |
| 1963 | Akseli Gabriel Tolvanen                     | näytelmäescritor                  |
| 1963 | Heikki Varja                                | escultor                          |
| 1964 | Helge William Dahlman                       | pintor                            |
| 1964 | Veikko Kalervo Viljo Olavi Valavuori        | pintor                            |
| 1964 | Heikki Nieminen                             | escultor                          |
| 1964 | Birger Carlstedt                            | pintor                            |
| 1964 | Arno Granroth                               | violinista                        |
| 1964 | Gundel Anita Henrikson-Fors                 | actor                             |
| 1964 | Ansa Ikonen                                 | actor                             |
| 1964 | Heikki Konttinen                            | escultor                          |
| 1964 | Ingeborg (Inke) Aina Lemmitty Maattola      | actor                             |
| 1964 | Tauno Olavi Miesmaa                         | pintor                            |
| 1964 | Antti Nurmesniemi                           | ingeniero de decorados            |
| 1964 | Matti Kullervo Petäjä                       | pintor                            |
| 1964 | Leo Riuttu                                  | actor                             |
| 1964 | Aarno Alfred Salmela                        | alttoviolinista                   |
| 1964 | Hilkka Ilta Tuulikki Silanen                | actor, subdirector teatral        |
| 1965 | Olli Borg                                   | ingeniero de decorados            |
| 1965 | Erik Cronvall                               | director de orquesta              |
| 1965 | Olof Eriksson                               | artista                           |
| 1965 | Kirsti Gallen-Kallela                       | artista                           |
| 1965 | Harry Mikael Bertil Henriksson              | artista gráfico                   |
| 1965 | Hannes Häyrinen                             | actor                             |
| 1965 | Matti Lehtinen                              | cantante de ópera                 |
| 1965 | Antti Louhisto                              | escultor                          |
| 1965 | Tauno Marttinen                             | compositor                        |
| 1965 | Ernst Mether-Borgström                      | pintor                            |
| 1965 | Herman Anton Ravander-Rauas                 | escultor                          |
| 1965 | Irma Seikkula                               | actriz                            |
| 1965 | Irja Jorma Simola                           | director de ópera                 |
| 1965 | Ralf Hilding Stegars                        | escenógrafo                       |
| 1965 | Arvo Turtiainen                             | escritor                          |
| 1965 | Lauri Välke                                 | pintor                            |
| 1965 | Anita Välkki                                | cantante de ópera                 |
| 1966 | Harald Andersén                             | profesor universitario            |
| 1966 | Göta Gunvor Blomberg                        | cantante de ópera                 |
| 1966 | Enzio Forsblom                              | organista                         |
| 1966 | Sven Bertel Grönvall                        | pintor                            |
| 1966 | Eila Hiltunen                               | escultora                         |
| 1966 | Uljas Kandolin                              | actor                             |
| 1966 | Kari Karnakoski                             | primer bailarín                   |
| 1966 | Martti Valdemar Lahtinen                    | director teatral                  |
| 1966 | Martti Larni                                | escritor                          |
| 1966 | Märta Laurent                               | actor                             |
| 1966 | Into Lätti                                  | balettimestari                    |
| 1966 | Tapani Raittila                             | pintor                            |
| 1966 | Henake Schubak                              | actor                             |
| 1966 | Elsa Sylvestersson                          | primer bailarín                   |
| 1966 | Johan Vieno Vikainen                        | escultor                          |
| 1966 | Eeva-Arquero Volanen                        | actor                             |
| 1966 | Taisto Ahtola                               | pintor                            |
| 1966 | Aarne Tuomas Herbert von Boehm              | pintor                            |
| 1966 | Paavo Haavikko                              | escritor                          |
| 1966 | Katri Ingman-Palola                         | escritor                          |
| 1966 | Kaarle Tapani Jokela                        | pintor                            |
| 1966 | Yrjö Kaijärvi                               | escritor                          |
| 1966 | Ilona Vappu Marjatta Koivisto-Ollikkala     | cantante de ópera                 |
| 1966 | Matti Kurjensaari                           | escritor                          |
| 1966 | Eeva-Liisa Manner                           | escritor                          |
| 1966 | Pentti Melanen                              | pintor                            |
| 1966 | Veijo Meri                                  | escritor                          |
| 1966 | Kerttu Elisabet Nieminen-Pohjonen           | actor                             |
| 1966 | L. Onerva                                   | escritor                          |
| 1966 | Uno Onkinen                                 | primer bailarín                   |
| 1967 | Irma Tuulikki Pohjola-Hansén                | actor                             |
| 1967 | Pentti Olavi Pääkkönen                      | actor                             |
| 1967 | Ada Irene Pääkkönen-Koponen                 | actor                             |
| 1967 | Maj-Lis Rajala                              | primer bailarín                   |
| 1967 | Rauha Rentola                               | actriz                            |
| 1967 | Uhra-Beata Simberg-Ehrström                 | artista textil                    |
| 1967 | Elvi Sinervo                                | escritor                          |
| 1967 | Ilmari Turja                                | escritor                          |
| 1967 | Hilja Marja Helinä Tyrkkö-Heino             | cantante de ópera                 |
| 1967 | Aarne Vainio                                | cantante de ópera                 |
| 1968 | Heikki Aaltoila                             | director de orquesta              |
| 1968 | Tuomas Anhava                               | escritor                          |
| 1968 | Rolf Bergroth                               | pianista                          |
| 1968 | Tito Colliander                             | escritor                          |
| 1968 | Rabbe Enckell                               | escritor                          |
| 1968 | Kosti Kalervo Eskola                        | pintor                            |
| 1968 | Pär-Erik Granfelt                           | pintor                            |
| 1968 | Aale Bernhard Hakava                        | pintor                            |
| 1968 | Eeva Joenpelto                              | escritor                          |
| 1968 | Bengt Johansson                             | compositor                        |
| 1968 | Sinikka Kuula                               | pianista                          |
| 1968 | Toivo Lyy                                   | poeta                             |
| 1968 | Veikko Kalmari Marttinen                    | pintor                            |
| 1968 | Einari Marvia                               | compositor                        |
| 1968 | Hagar Olsson                                | escritor                          |
| 1968 | Jarno Pennanen                              | escritor                          |
| 1968 | Eila Pennanen                               | escritor                          |
| 1968 | Börje Bernhard Rajalin                      | platero                           |
| 1968 | Einojuhani Rautavaara                       | compositor                        |
| 1968 | Erkki Rautio                                | catedrático                       |
| 1969 | Lauri Ahlgrén                               | pintor                            |
| 1969 | Lasse Rikhard Elo                           | escenógrafo                       |
| 1969 | Irja Margareta Hagfors-Virtanen             | bailarín                          |
| 1969 | Simo Hannula                                | artista gráfico                   |
| 1969 | Veikko Huovinen                             | escritor                          |
| 1969 | Ekke Hämäläinen                             | actor                             |
| 1969 | Elis Kauppi                                 | artista                           |
| 1969 | Eila Kivikk'aho                             | escritor                          |
| 1969 | Sirkka Kyllikki Kokkonen                    | actor                             |
| 1969 | Antti Juhani Koskinen                       | profesor universitario            |
| 1969 | Ahti Lavonen                                | pintor                            |
| 1969 | Anitra Lucander                             | pintor                            |
| 1969 | Vuokko Eskolin-Nurmesniemi                  | artista textil                    |
| 1969 | Laila Pullinen                              | escultor                          |
| 1969 | Lasse Pöysti                                | actor                             |
| 1969 | Eila Rinne                                  | actriz                            |
| 1969 | Emil Johannes Saarinen                      | actor                             |
| 1969 | Sylvi Salonen                               | actor                             |
| 1969 | Anja Vammelvuo                              | escritor                          |
| 1969 | Jack Witikka                                | subdirector                       |
| 1970 | Erik Blomberg                               | director cinematográfico          |
| 1970 | Mauri Favén                                 | pintor                            |
| 1970 | Pia Hattara                                 | actriz                            |
| 1970 | Hannu Heikkilä                              | cantante de ópera                 |
| 1970 | Harry Kivijärvi                             | escultor                          |
| 1970 | Marjatta Kurenniemi                         | escritor                          |
| 1970 | Iris Kähäri                                 | escritor                          |
| 1970 | Rauli Ragnar Lehtonen                       | director teatral                  |
| 1970 | Liisa Majapuro                              | declamador                        |
| 1970 | Marjatta Metsovaara                         | artista textil                    |
| 1970 | Pertti Nieminen                             | escritor                          |
| 1970 | Seppo Nurmimaa                              | escenógrafo                       |
| 1970 | Per Olof Edward Nyström                     | publicista                        |
| 1970 | Kaija Karin Maria Paasi                     | actor-piloto                      |
| 1970 | Veikko Rautiainen                           | pintor                            |
| 1970 | Marianna Rumjantseva                        | primer bailarín                   |
| 1970 | Sirkka Selja                                | escritor                          |
| 1970 | Seija Silfverberg                           | primer bailarín                   |
| 1970 | Hilkka Toivola                              | pintor                            |
| 1970 | Leif Wager                                  | actor                             |
| 1970 | Björn Weckström                             | orfebre                           |
| 1970 | Heikki Värtsi                               | primer bailarín                   |
| 1971 | Hilkka Helinä                               | actor                             |
| 1971 | Pentti Kaskipuro                            | artista gráfico                   |
| 1971 | Pauli Tapani Koskinen                       | escultor                          |
| 1971 | Reino Johannes Lahtinen                     | escritor                          |
| 1971 | Björn Landström                             | artista                           |
| 1971 | Kauko Lehtinen                              | pintor                            |
| 1971 | Juhani Linnovaara                           | pintor                            |
| 1971 | Pentti Ilmari Lumikangas                    | artista gráfico                   |
| 1971 | Yki Nummi                                   | muotoilija                        |
| 1971 | Tuuli Reijonen                              | escritor                          |
| 1971 | Paavo Rintala                               | escritor                          |
| 1971 | Terho Sakki                                 | escultor                          |
| 1971 | Nils-Börje Stormbom                         | escritor                          |
| 1971 | Marko Tapper                                | escritor                          |
| 1971 | Telma Ellida Tuulos-Järvinen                | bailarín                          |
| 1971 | Emil Johan Vinermo                          | actor                             |
| 1972 | Aune Antti                                  | cantante                          |
| 1972 | Antti Hyry                                  | escritor                          |
| 1972 | Pentti Irjala                               | actor                             |
| 1972 | Ture Junttu                                 | director teatral                  |
| 1972 | Kimmo Kaivanto                              | pintor                            |
| 1972 | Reino Elias Kalliolahti                     | actor                             |
| 1972 | Tauno Lehtihalmes                           | director teatral                  |
| 1972 | Nikolai Lehto                               | pintor                            |
| 1972 | Esko Mannermaa                              | actor                             |
| 1972 | Kapo Manto                                  | actor                             |
| 1972 | Lars-Gunnar af Nordström                    | pintor                            |
| 1972 | Lauri Juhani Yrjönpoika Nummi               | escritor                          |
| 1972 | Jouko Puhakka                               | escritor                          |
| 1972 | Seija Simonen-Svanström                     | bailarín                          |
| 1972 | Nanny Still                                 | artista                           |
| 1972 | Marita Ståhlberg                            | director de escuela de ballet     |
| 1972 | Tapio Tapiovaara                            | pintor                            |
| 1972 | Tauno Äikää                                 | organista                         |
| 1973 | Ritva Arvelo                                | directora y actriz                |
| 1973 | Arno Wilhelm Boijer-Poijärvi                | artista                           |
| 1973 | Leo Kalervo Eklin                           | escritor                          |
| 1973 | Kastehelmi Karjalainen                      | declamador                        |
| 1973 | Kirsi Kunnas                                | escritor                          |
| 1973 | Leo Olavi Laukkanen                         | escultor                          |
| 1973 | Ralf Långbacka                              | director artístico                |
| 1973 | Tarmo Manni                                 | actor                             |
| 1973 | Aune Annikki Mikkonen                       | artista gráfico                   |
| 1973 | Oili Mäki                                   | artista textil                    |
| 1973 | Gustaf Herman von Numers                    | artista, heraldista               |
| 1973 | Pekka Nuotio                                | cantante de ópera                 |
| 1973 | Pentti Saarikoski                           | escritor                          |
| 1973 | Ulf Söderblom                               | Arne ?                            |
| 1973 | Martti Talvela                              | cantante de cámara                |
| 1973 | Eugen Terttula                              | director teatral                  |
| 1973 | Birgitta Ulfsson                            | actor                             |
| 1973 | Veikko Johannes Uusimäki                    | actor                             |
| 1973 | Rafael Wardi                                | pintor                            |
| 1973 | Usko Viitanen                               | cantante de ópera                 |
| 1974 | Heikki Harras Alitalo                       | pintor                            |
| 1974 | Helvi Erjakka                               | escritor                          |
| 1974 | Erkki Johannes Hervo                        | artista gráfico                   |
| 1974 | Alpo Jaakola                                | pintor                            |
| 1974 | Eeva Kilpi                                  | arquero                           |
| 1974 | Lasse Ollinkari                             | ingeniero de decorados            |
| 1974 | Sulo Saarits                                | cantus director                   |
| 1974 | Matti Tuloisela                             | laulutaiteilija                   |
| 1975 | George de Godzinsky                         | director de orquesta              |
| 1975 | Kurt-Erik Ingvall                           |                                   |
| 1975 | Niilo Taneli Kuukka                         | exdirector teatral                |
| 1975 | Virpi Laristo                               | bailarín solista                  |
| 1975 | Aarne Armas Mikola                          | pintor                            |
| 1975 | Hannu Salama                                | escritor                          |
| 1975 | Matti Sakari Tikkanen                       |                                   |
| 1975 | Pentti Tuominen                             | cantante de ópera                 |
| 1975 | Vilho Eino Viikari                          | director musices                  |
| 1976 | Sorella Englund                             | primer bailarín                   |
| 1976 | Kyllikki Forssell                           | actriz                            |
| 1976 | Ahti Hammar                                 | heraldista                        |
| 1976 | Tove Jansson                                | artista                           |
| 1976 | Ilta Leiviskä                               | bailarín                          |
| 1976 | Pentti Papinaho                             | escultor                          |
| 1976 | Vendla Margareeta Pohjanheimo               | artista textil                    |
| 1976 | Veikko Sinisalo                             | actor                             |
| 1976 | Anita Snellman                              | pintor                            |
| 1976 | Kerttu-Arquero Suosalmi                     | escritor                          |
| 1976 | Kain Tapper                                 | escultor                          |
| 1976 | Voitto Jalmari Vikainen                     | artista gráfico                   |
| 1977 | Anni Blomqvist                              | escritor                          |
| 1977 | Mauno Runar Hartman                         | escultor                          |
| 1977 | Eva Hemming                                 | bailarina                         |
| 1977 | Anna-Maija Raittila                         | escritor                          |
| 1977 | Eva Ryynänen                                | escultor                          |
| 1977 | Martti Valtonen                             | primer bailarín                   |
| 1978 | Bo Carpelan                                 | escritor                          |
| 1978 | Konsta Jylhä                                | músico popular                    |
| 1978 | Kalevi Kahra                                | actor                             |
| 1978 | Kalle Päätalo                               | escritor                          |
| 1978 | Liisi Tandefelt                             | actor                             |
| 1979 | Ritva Auvinen                               | cantante de ópera                 |
| 1979 | Eva Brummer                                 | artista textil                    |
| 1979 | Eric Herman Gustafsson                      | actor                             |
| 1979 | Kirsti Ilvessalo                            | artista textil                    |
| 1979 | Marja Korhonen                              | actriz                            |
| 1979 | Gunnar Pohjola                              | pintor                            |
| 1980 | Ritva Ahonen                                | declamador                        |
| 1980 | Rauni Mollberg                              | artista, catedrático              |
| 1980 | Solveig von Schoultz                        | escritor                          |
| 1980 | Oiva Toikka                                 | ceramista                         |
| 1980 | Raimo Utriainen                             | escultor                          |
| 1982 | Olavi Ahonen                                | actor                             |
| 1982 | Holger Fransman                             | catedrático                       |
| 1982 | Gottfrid Gustaf Unosson Gräsbeck            | compositor                        |
| 1982 | Heikki Häiväoja                             | escultor                          |
| 1982 | Åke Lindman                                 | director                          |
| 1982 | Mirkka Rekola                               | escritor                          |
| 1982 | Pentti Siimes                               | actor                             |
| 1982 | Frans Toikkanen                             | artista gráfico                   |
| 1982 | Paavo Berglund                              | director de orquesta              |
| 1982 | Arja Nieminen                               | bailarín solista                  |
| 1982 | Jorma Panula                                | director de orquesta              |
| 1982 | Martti Pennanen                             | actor                             |
| 1982 | Matti Vainikainen                           | pintor                            |
| 1983 | Anu Kaipainen                               | escritor                          |
| 1983 | Kosti Klemelä                               | actor                             |
| 1983 | Yrjö Kukkapuro                              | ingeniero de decorados            |
| 1983 | Raija Riikkala                              | bailarín                          |
| 1983 | Aino-Maija Tikkanen                         | declamadora                       |
| 1983 | Taru Valjakka                               | cantante de ópera                 |
| 1984 | Juhana Blomstedt                            | pintor                            |
| 1984 | Outi Heiskanen                              | artista gráfico                   |
| 1984 | Kalle Holmberg                              | director                          |
| 1984 | Jorma Hynninen                              | cantante de ópera                 |
| 1984 | Ilkka Kuusisto                              | director de orquesta              |
| 1984 | Arto Noras                                  | violoncelista                     |
| 1984 | Heikki Orvola                               | artista                           |
| 1984 | Alpo Ruuth                                  | escritor                          |
| 1984 | Aulis Sallinen                              | compositor                        |
| 1985 | Raimo Heino                                 | escultor                          |
| 1985 | Irma Kukkasjärvi                            | artista textil                    |
| 1985 | Ruth Matso                                  | coreógrafo                        |
| 1985 | Anneli Qveflander                           | escenógrafo                       |
| 1985 | Ulla Rantanen                               | pintor                            |
| 1985 | Antti Tuuri                                 | escritor                          |
| 1985 | Jorma Uotinen                               | bailarín                          |
| 1986 | Heljä Angervo                               | cantante de ópera                 |
| 1986 | Mauri Raimo Sulevi Heinonen                 | pintor                            |
| 1986 | Seppo Kimanen                               | violoncelista                     |
| 1986 | Tuomas Rauno Mäntynen                       | pintor                            |
| 1986 | Veijo Pasanen                               | actor                             |
| 1986 | Arja Saijonmaa                              | cantante                          |
| 1986 | Eino Säisä                                  | escritor                          |
| 1986 | Ritva Valkama                               | catedrático                       |
| 1987 | Jörn Donner                                 | escritor                          |
| 1987 | Paavo Heininen                              | compositor                        |
| 1987 | Alice Kaira                                 | pintor                            |
| 1987 | Marjo Kuusela                               | coreógrafo                        |
| 1987 | Toivo Kärki                                 | compositor                        |
| 1987 | Usko Meriläinen                             | compositor                        |
| 1987 | Tiina Rinne                                 | actriz                            |
| 1987 | Väinö Rouvinen                              | artista gráfico                   |
| 1987 | Elina Salo                                  | actor                             |
| 1988 | Harry Bergström                             | director de orquesta              |
| 1988 | Anna Bondestam                              | escritor                          |
| 1988 | Kalle Kultala                               | lehtikuvaaja                      |
| 1988 | Elina Luukanen                              | artista gráfico                   |
| 1988 | Hannu Mäkelä                                | escritor                          |
| 1988 | Matti Ranin                                 | actor-director teatral            |
| 1988 | Kirsti Annikki Rantanen                     | artista textil                    |
| 1988 | Jaakko Ryhänen                              | cantante de ópera                 |
| 1988 | Matti Salminen                              | cantante de ópera                 |
| 1988 | Gunvor Sandkvist                            | actor                             |
| 1988 | Sven-Olof Westerlund                        | artista gráfico                   |
| 1989 | Nisse Brandt                                | actor                             |
| 1989 | Jorma Hautala                               | pintor                            |
| 1989 | Kauko Helovirta                             | actor                             |
| 1989 | Martti Joenpolvi                            | escritor                          |
| 1989 | Tapio Junno                                 | escultor                          |
| 1989 | Liisa-Maija Laaksonen                       | actor                             |
| 1989 | Juhani Peltonen                             | escritor                          |
| 1989 | Asko Sarkola                                | director teatral                  |
| 1989 | Kari Suomalainen                            | artista                           |
| 1990 | Ralf Gothóni                                | pianista                          |
| 1990 | Kaisa Korhonen                              | director teatral                  |
| 1990 | Tom Krause                                  | cantante de ópera                 |
| 1990 | Risto Mäkelä                                | actor                             |
| 1990 | Paul Osipow                                 | pintor                            |
| 1990 | Anja Pohjola                                | actor                             |
| 1990 | Niilo Rauhala                               | pastor de hospital                |
| 1990 | Arto Sipinen                                | arquitecto                        |
| 1991 | Martti Aiha                                 | escultor                          |
| 1991 | Tua Forsström                               | escritor                          |
| 1991 | Walton Grönroos                             | cantante de ópera                 |
| 1991 | Keijo Komppa                                | actor-piloto                      |
| 1991 | Jarkko Laine                                | escritor                          |
| 1991 | Erkki Pohjola                               | catedrático                       |
| 1991 | Jaakko Sievänen                             | pintor                            |
| 1992 | Ulrika Hallberg                             | bailarín de ballet                |
| 1992 | Väinö Kirstinä                              | escritor                          |
| 1992 | Maija Lavonen                               | artista textil                    |
| 1992 | Juha Leiviskä                               | arquitecto                        |
| 1992 | Ulla-Lena Lundberg                          | escritor                          |
| 1992 | Raimo Metsänheimo                           | escultor                          |
| 1992 | Esko Salminen                               | actor                             |
| 1992 | Esa-Pekka Salonen                           | ylidirector de orquesta           |
| 1992 | Jukka-Pekka Saraste                         | director de orquesta              |
| 1992 | Curt Göran Schauman                         | actor                             |
| 1992 | Leif Segerstam                              | director de orquesta              |
| 1992 | Märta Tikkanen                              | escritor                          |
| 1993 | Bengt Ahlfors                               | dramaatikko                       |
| 1993 | Dorrit von Fieandt                          | artista                           |
| 1993 | Mikael Helasvuo                             | flautista                         |
| 1993 | Laila Hirvisaari                            | escritor                          |
| 1993 | Reijo Kela                                  | bailarín                          |
| 1993 | Arto Paasilinna                             | escritor                          |
| 1993 | Seela Sella                                 | actor                             |
| 1993 | Kaari Utrio                                 | escritor                          |
| 1993 | Hannu Väisänen                              | artista gráfico y pintor          |
| 1994 | Kaija Aarikka                               | director artístico                |
| 1994 | Eija-Elina Bergholm                         | director teatral                  |
| 1994 | Annika Idström                              | escritor                          |
| 1994 | Aki Kaurismäki                              | director cinematográfico          |
| 1994 | Mika Kaurismäki                             | director cinematográfico          |
| 1994 | Heikki Virolainen                           | escultor                          |
| 1995 | Matti Kassila                               | director cinematográfico          |
| 1995 | Leena Luostarinen                           | pintor                            |
| 1995 | Saara Pakkasvirta                           | actor                             |
| 1995 | Matti Saanio                                | fotógrafo                         |
| 1995 | Nina Terno                                  | escultor                          |
| 1996 | Kaj Chydenius                               | compositor                        |
| 1996 | Ralf Forsström                              | escenógrafo                       |
| 1996 | Kristian Gullichsen                         | catedrático                       |
| 1996 | Inari Krohn                                 | artista gráfico                   |
| 1996 | Martin Johannes Kurtén                      | actor                             |
| 1996 | Vesa-Matti Loiri                            | actor                             |
| 1996 | Tamara Lund                                 | cantante de ópera                 |
| 1996 | Erno Paasilinna                             | escritor                          |
| 1996 | Sirkka Turkka                               | escritor                          |
| 1997 | Johan Bargum                                | escritor                          |
| 1997 | Marjatta Hanhijoki                          | artista gráfico                   |
| 1997 | Jussi Helminen                              | director teatral                  |
| 1997 | Tea Ista                                    | actor                             |
| 1997 | Olli Jalonen                                | escritor                          |
| 1997 | Kari Jylhä                                  | pintor                            |
| 1997 | Elina Karjalainen                           | escritor                          |
| 1997 | Leena Krohn                                 | escritor                          |
| 1997 | Annika Rimala                               | artista                           |
| 1997 | Kari Rydman                                 | compositor                        |
| 1998 | Helena Anhava                               | escritor                          |
| 1998 | Kristiina Elstelä                           | actriz                            |
| 1998 | Arne Anders Vilhelm Helander                | catedrático                       |
| 1998 | Juha Kangas                                 | director artístico                |
| 1998 | Samppa Lahdenperä                           | sastre                            |
| 1998 | Olavi Lanu                                  | escultor                          |
| 1998 | Tapani Perttu                               | actor                             |
| 1998 | Jaakko Salo                                 | compositor                        |
| 1998 | Tarja-Tuulikki Tarsala                      | actriz                            |
| 1998 | Thomas Warburton                            | escritor                          |
| 1999 | Kalevi Aho                                  | compositor                        |
| 1999 | Yoshiko Arai                                | violinista                        |
| 1999 | Ismo Kallio                                 | actor                             |
| 1999 | Okko Kamu                                   | ylidirector de orquesta           |
| 1999 | Heikki Laurila                              | músico                            |
| 1999 | Pehr Henrik Nordgren                        | compositor                        |
| 1999 | Maija Helena Pekkanen                       | pukusuunnitelija                  |
| 1999 | Ritva Siikala                               | director teatral                  |
| 1999 | Oili Suominen                               | traductor                         |
| 1999 | Johanna Enckell                             | dramaturgo                        |
| 1999 | Reino Hietanen                              | catedrático                       |
| 1999 | Jorma Katrama                               | músico                            |
| 1999 | Rauno Lehtinen                              | compositor                        |
| 1999 | Markku Mannila                              | traductor                         |
| 1999 | Esa Tapio Riippa                            | artista Kälviö                    |
| 1999 | Leena Lander                                | escritor                          |
| 1999 | Ervi Anneli Sirén                           | coreógrafo                        |
| 1999 | Juhani Syrjä                                | escritor                          |
| 1999 | Osmo Vänskä                                 | director de orquesta              |
| 2001 | Eino Grön                                   | cantante                          |
| 2001 | Hannu Kähönen                               | teollinen muotoilija              |
| 2001 | Leena Cantanteinen                          | escritor                          |
| 2001 | Heljä Liukko-Sundström                      | catedrático                       |
| 2001 | Karita Mattila                              | cantante de ópera y conciertos    |
| 2001 | Ritva Oksanen                               | actor                             |
| 2001 | Antti Paatero                               | ingeniero de decorados            |
| 2001 | Esa Ruuttunen                               | cantante de ópera                 |
| 2001 | Peter Sandelin                              | escritor                          |
| 2001 | Harri Tapper                                | escritor                          |
| 2002 | Matti Ijäs                                  | director general                  |
| 2002 | Soile Isokoski                              | cantante de ópera                 |
| 2002 | Toivo Jaatinen                              | escultor                          |
| 2002 | Mauri Kunnas                                | escritor                          |
| 2002 | Pentti Lasanen                              | músico                            |
| 2002 | Antti Litja                                 | actor                             |
| 2002 | Jarmo Mäkilä                                | pintor                            |
| 2003 | Risto Ahti                                  | escritor                          |
| 2003 | Simo Heikkilä                               | ingeniero de decorados            |
| 2003 | Mikko Heikkinen                             | arquitecto                        |
| 2003 | Christer Kihlman                            | förtfattare                       |
| 2003 | Tommi Kitti                                 | bailarín                          |
| 2003 | Tero Laaksonen                              | pintor                            |
| 2003 | Pekka Milonoff                              | director teatral                  |
| 2003 | Olli Mustonen                               | pianista                          |
| 2003 | Ritva Puotila                               | artista textil                    |
| 2003 | Raimo Sirkiä                                | cantante de ópera                 |
| 2003 | Annikki Suni                                | traductor                         |
| 2003 | Lisbeth Landefort                           | director de ópera y teatro        |
| 2004 | Kari Aronpuro                               | escritor                          |
| 2004 | Hannele Huovi                               | escritor                          |
| 2004 | Mauno Ilmari Järvelä                        | profesor de música                |
| 2004 | Kristin Olsoni                              | piloto                            |
| 2004 | Esko Roine                                  | director teatral                  |
| 2004 | Kari Sohlberg                               | cineasta                          |
| 2004 | Marjatta Tapiola                            | pintor                            |
| 2004 | Heikki Turunen                              | escritor                          |
| 2004 | Riitta Vainio                               | bailarín                          |
| 2004 | Marjatta Weckström                          | escultor                          |
| 2004 | Henry Wuorila-Stenberg                      | pintor                            |
| 2005 | Eija-Liisa Ahtila                           | fotógrafo                         |
| 2005 | Monica Groop                                | mezzosoprano                      |
| 2005 | Pirjo Honkasalo                             | director cinematográfico          |
| 2005 | Markku Kosonen                              | artista                           |
| 2005 | Raila Leppäkoski                            | piloto                            |
| 2005 | Kati Outinen                                | actriz                            |
| 2005 | Pauno Pohjolainen                           | pintor                            |
| 2005 | Jorma Puranen                               | fotógrafo                         |
| 2005 | Eero Rislakki                               | teollinen muotoilija              |
| 2005 | Kaija Saariaho                              | compositor                        |
| 2005 | Tero Saarinen                               | bailarín                          |
| 2005 | Joni Skiftesvik                             | escritor                          |
| 2005 | Ilpo Tiihonen                               | escritor                          |
| 2006 | Gustav Djupsjöbacka                         | rector de la Academia Sibelius    |
| 2006 | Matti Kujasalo                              | pintor y artista gráfico          |
| 2006 | Rakel Liehu                                 | escritor                          |
| 2006 | Marika Mäkelä                               | pintor                            |
| 2006 | Jussi Raittinen                             | músico                            |
| 2006 | Jukka Rintala                               | diseñador                         |
| 2006 | Eila Roine                                  | actor                             |
| 2006 | Pentti Sammallahti                          | fotógrafo                         |
| 2006 | Marita Viitasalo-Pohjola                    | pianista                          |
| 2006 | Gösta Ågren                                 | poeta                             |
| 2007 | Erik Bruun                                  | catedrático                       |
| 2007 | Katri Helena Kalaoja                        | cantante                          |
| 2007 | Pekka Jylhä                                 | escultor                          |
| 2007 | Harri Koskinen                              | analista                          |
| 2007 | Jukka Mäkelä                                | pintor                            |
| 2007 | Nina Roos                                   | fotógrafo                         |
| 2007 | Pirkko Saisio                               | escritor                          |
| 2007 | Arvo Siikamäki                              | escultor                          |
| 2007 | Juha Siltanen                               | escritor y director teatral       |
| 2007 | Anja Snellman                               | escritor                          |
| 2007 | Johan Storgård                              | Director del teatro Svenska       |
| 2012 | Lauri Astala                                | artes plásticas                   |
| 2012 | Elina Brotherus                             | fotografía                        |
| 2012 | Ritva Falla                                 | diseño de moda                    |
| 2012 | Reijo Hukkanen                              | escultor                          |
| 2012 | Timo Kelaranta                              | fotografía                        |
| 2012 | Kari Levola                                 | literatura                        |
| 2012 | Magnus Lindberg                             | composición musical               |
| 2012 | Hannele Nieminen                            | actuación                         |
| 2012 | Sofi Oksanen                                | literatura                        |
| 2012 | Kimmo Pohjonen                              | acordeón                          |
| 2012 | John Storgårds                              | música                            |
| 2012 | Pekka Vuori                                 | ilustración                       |

[actualizar]